# Dothiorella olearum
Dothiorella olearum är en svampart som beskrevs av Petr. 1954. Dothiorella olearum ingår i släktet Dothiorella och familjen Botryosphaeriaceae.   Inga underarter finns listade i Catalogue of Life.